# Municipio de Garnes

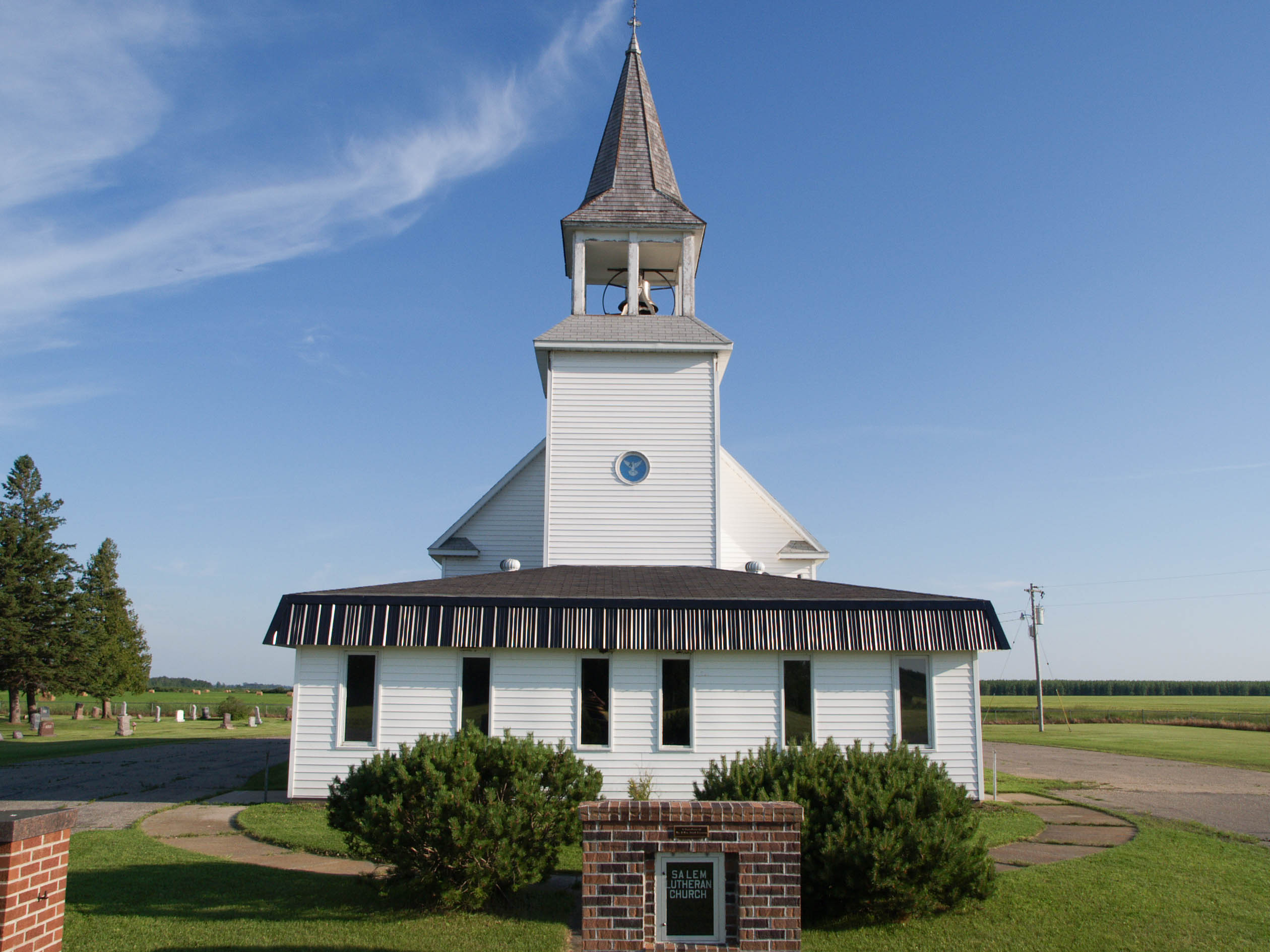
Vista de la iglesia de Garnes

El municipio de Garnes (en inglés: Garnes Township) es un municipio ubicado en el condado de Red Lake en el estado estadounidense de Minnesota. En el año 2010 tenía una población de 190 habitantes y una densidad poblacional de 1,52 personas por km².

## Geografía
El municipio de Garnes se encuentra ubicado en las coordenadas 47°54′22″N 95°54′8″O / 47.90611, -95.90222. Según la Oficina del Censo de los Estados Unidos, el municipio tiene una superficie total de 125.12 km², de la cual 125,12 km² corresponden a tierra firme y (0 %) 0 km² es agua.

## Demografía
Según el censo de 2010, había 190 personas residiendo en el municipio de Garnes. La densidad de población era de 1,52 hab./km². De los 190 habitantes, el municipio de Garnes estaba compuesto por el 98,95 % blancos y el 1,05 % eran de una mezcla de razas. Del total de la población el 0 % eran hispanos o latinos de cualquier raza.